# آتلي بيترسن
آتلي بيترسن (بالنرويجية البوكمول: Atle Pettersen)‏ هو مغني وكاتب أغاني نرويجي، ولد في 5 سبتمبر 1989 في شين في النرويج.

## وصلات خارجية
- آتلي بيترسن على موقع IMDb (الإنجليزية)
- آتلي بيترسن على موقع ميوزك برينز (الإنجليزية)
- آتلي بيترسن على موقع أول ميوزيك (الإنجليزية)
- آتلي بيترسن على موقع ديسكوغز (الإنجليزية)
- آتلي بيترسن على موقع قاعدة بيانات الفيلم (الإنجليزية)